# 국도 제25호선
국도 제25호선 (창원 ~ 청주선, 國道第二十五號 昌原淸州線)은 경상남도 창원시 진해구 3호광장 교차로에서 대구광역시, 상주시를 지나서 충청북도 청주시 청원구 내수읍 국동교차로를 연결하는 대한민국의 일반 국도이다.

## 역사
- 1971년 8월 31일: 일반국도노선지정령에 의해 국도 제25호선 진해 ~ 청주선이 됨.[1]
- 1972년 11월 30일: 노선 개량으로 인해 창원군 대산면 제동리 648m 구간을 533m 로 도로구역 변경[2]
- 1975년 10월 1일: 청원군 남일면 평촌리 ~ 두산리 총 300m 구간 개통 및 기존 280m 구간 폐지, 보은군 탄부면 임한리 900m 구간 개통 및 기존 690m 구간 폐지, 상주군 내서면 서원리 ~ 화서면 신봉리 총 1.39 km 구간 개통 및 기존 총 1.5 km 구간 폐지[3]
- 1989년 3월 11일: 밀양군 상남면 평촌리, 하남면 파서리, 양동리, 상남면 조음리, 연금리, 마산리, 청도면 인산리, 두곡리, 산외면 희곡리 일대 구 도로부지 폐지[4]
- 1998년 1월 31일: 보은군 탄부면 임한리 ~ 마로면 관기리 920m 구간 개통, 기존 구간 폐지[5]
- 1998년 11월 26일: 보은군 보은읍 이평리 340m 구간 개통[6]
- 2000년 5월 15일: 보은군 화북면 송평리 420m 구간 개통 및 기존 440m 구간 폐지, 보은군 탄부면 상장리 ~ 내속리면 하개리 330m 구간 개통, 기존 360m 구간 폐지[7]
- 2000년 11월 20일: 하남 ~ 밀양간 도로(밀양시 하남읍 수산리 ~ 상남면 예림리) 12 km 구간 부분개통[8]
- 2000년 12월 21일: 보은군 보은읍 대야리 ~ 길상리 474m 구간 개통 및 기존 560m 구간 폐지[9], 진천군 진천읍 건송리 600m 구간 개통 및 기존 590m 구간 폐지[10]
- 2000년 12월 31일: 하남 ~ 밀양간 도로(밀양시 상남면 예림리 ~ 내이동) 4.55 km 구간 확장 개통[11], 기존 밀양시 하남읍 수산리 ~ 상남면 예림리 12.6 km 구간 폐지[12]
- 2001년 12월 4일: 보은군 보은읍 누청리 720m 구간 개통, 기존 750m 구간 폐지[13]
- 2002년 8월 15일: 안민터널(창원시 천선동 ~ 진해시 석동) 2.33 km 구간 개통[14][15]
- 2003년 12월: 남천 ~ 경산 구간 9.5 km 확장 개통.[16]
- 2003년 12월 31일: 낙동 ~ 상주간 도로(상주시 낙동면 구잠리 ~ 성동리) 7.76 km 구간 확장 개통 및 기존 9.98 km 구간 폐지[17]
- 2004년 3월 22일: 창원시 성산구 천선동 ~ 토월동 구간 5 km 개통.[18]
- 2004년 5월: 삼정자 교차로 ~ 토월 나들목 5.0 km 구간을 자동차 전용도로 지정[19]
- 2004년 7월 1일: 구미시 도개면 월림리 ~ 상주시 낙동면 구잠리 6.4 km 구간 확장 개통[20][21]
- 2004년 9월 20일: 경산시 남천면 일대 7.89 km 기존 구간 폐지[22]
- 2004년 9월 25일: 가산 ~ 상림간 도로(칠곡군 가산면 천평리 ~ 가산면 송학리) 2.4 km 구간 확장 개통[23]
- 2004년 11월 30일: 상림 ~ 해평간 도로 일부(구미시 해평면 해평리) 880m 구간 확장 개통[24]
- 2005년 7월 15일: 보은군 보은읍 길상리 400m 구간 확장 개통[25]
- 2005년 9월 20일: 청주시 상당구 오동동 ~ 청원군 내수읍 구성리 4.02 km 구간을 자동차 전용도로로 지정[26]
- 2005년 11월 3일: 해평 ~ 도개간 도로(구미시 도개면 신림리 ~ 월림리) 7.03 km 구간 확장 개통, 기존 7.1 km 구간 폐지[27]
- 2005년 11월 14일: 상림 ~ 해평간 도로 일부(구미시 해평면 해평리) 1.9 km 구간 확장 개통[28]
- 2005년 11월 22일: 가산 ~ 상림간 도로, 상림 ~ 해평간 도로, 해평 ~ 도개간 도로(칠곡군 가산면 천평리 ~ 구미시 도개면 월림리) 38.6 km 구간 확장 개통, 기존 37.6 km 구간 폐지[29][30]
- 2006년 8월 22일: 토월 나들목 ~ 남산 나들목 5.8 km 구간을 자동차 전용도로로 지정[31]
- 2008년 4월 1일: 보은군 회인면 송평리 400m 구간 개량 개통, 기존 구간 폐지[32]
- 2009년 10월 23일: 토월 ~ 동읍 구간의 일부인 정병터널 관통식[33]
- 2009년 12월 16일: 청주우회도로(청원군 남일면 효촌리 ~ 남이면 양촌리) 4.0 km 구간 개통[34][35]
- 2010년 1월 11일: 청원군 내수읍 묵방리 ~ 국동리 1.35 km 구간을 자동차 전용도로로 지정[36]
- 2011년 5월 12일: 청주시 흥덕구 수의동 강상촌 분기점 ~ 상당구 오동동 오동 교차로 13.33 km 구간을 자동차 전용도로로 지정[37]
- 2011년 5월 15일: 오동 ~ 구성간 도로(청주시 상당구 오동동 ~ 청원군 내수읍 구성리) 4.19 km 구간 개통[38]
- 2012년 3월 27일: 창원시 성산구 토월동 토월 나들목 ~ 의창구 동읍 남산리 남산 나들목 5.849 km 구간 임시 개통[39][40]
- 2013년 2월 28일: 남천 ~ 청도간 도로 2공구(청도군 청도읍 원정리 ~ 화양읍 다로리) 8.0 km 구간 확장 개통, 기존 청도군 청도읍 송읍리 ~ 화양읍 다로리 5.7 km 구간 폐지[41][42]
- 2013년 5월 3일: 창원 ~ 김해 동읍 우회도로(창원시 의창구 동읍 덕산리 남산 교차로 ~ 용잠리 덕천2교) 800m 구간 확장 개통[43]
- 2013년 5월 20일: 상주시 헌신동 ~ 부원동 구간 6.34 km 개통.[44]
- 2013년 6월 30일: 남천 ~ 청도간 도로 1공구(청도군 화양읍 다로리 ~ 경산시 남천면 흥산리) 5.35 km 구간 확장 개통[45][46]
- 2013년 8월 29일: 남천 ~ 청도간 도로 1공구 개통으로 인해 기존 청도군 화양읍 다로리 ~ 경산시 남천면 흥산리 6.21 km 구간 폐지[47]
- 2013년 10월 7일: 창원시 성산구 양곡동 ~ 완암동 2.908 km 구간을 자동차 전용도로로 지정[48]
- 2013년 12월 26일: 창원 ~ 김해 동읍 우회도로(창원시 의창구 동읍 덕산리 남산 나들목 ~ 김해시 진영읍 진영리 진영 교차로) 7.31 km 구간 확장 개통[49]
- 2014년 2월 27일: 창원시 의창구 도계동 ~ 진영읍 진영리 구간 11.4 km 개통.[50]
- 2014년 4월 7일: 동읍 우회도로 개통으로 인해 기존 창원시 의창구 동읍 덕산리 ~ 김해시 진영읍 진영리 7.4 km 구간 폐지[51]
- 2015년 3월 27일: 종점을 청주시 상당구 상당사거리에서 석교육거리로 변경[52]
- 2015년 4월 29일: 청주시 국도대체우회도로 중 북일 ~ 남일간 도로 1-1공구(청주시 청원구 내수읍 구성리 ~ 국동리) 1.35 km 구간 신설 개통[53]
- 2016년 1월 25일: 청주시 국도대체우회도로 중 청주역 교차로 ~ 문암공원 교차로(청주시 흥덕구 수의동 ~ 청원구 정상동) 9.85 km 구간 신설 개통[54]
- 2016년 8월 31일: 청주시 국도대체우회도로 문암공원 교차로 ~ 오동 교차로(청주시 청원구 정상동 ~ 오동동) 3.31 km 구간 신설 개통 및 기존 청주시 상당구 남일면 효촌리 ~ 상당구 상당사거리 원표 6.2 km 구간 폐지[55][56]
- 2021년 2월 1일: 청주시 청원구 내수읍 국동리 국동 교차로 ~ 상당구 남일면 효촌리 효촌 분기점 11.74km 구간을 자동차 전용도로로 지정[57]
- 2023년 5월 19일: 청주시 국도대체우회도로 북일 ~ 남일간 도로 일부(청주시 상당구 운동동 ~ 남일면 효촌리) 3.4 km 구간 신설 개통[58]
- 2024년 8월 2일: 창원시 기점부 노선을 안민터널에서 석동터널로 변경.[59]
- 2024년 8월 23일: 남일~보은2 도로(충청북도 보은군 수한면 후평리~회인면 눌곡리) 5.6 km 구간 신설 개통[60]

## 주요 경유지
경상남도
- 창원시 (진해구 (자은동 · 석동) - 성산구 (천선동 · 성주동 · 삼정자동 · 남산동 · 대방동 · 파정동 · 토월동) - 의창구 (용동 -  퇴촌동 - 동읍)) - 김해시 진영읍 - 창원시 의창구 대산면 - 밀양시 (하남읍 · 상남면 · 부북면 · 삼문동 · 내이동 · 교동 · 산외면 · 상동면)

경상북도
- 청도군 (청도읍 · 화양읍) - 경산시 (남천면 · 백천동 · 상방동 · 신교동 · 삼남동 · 삼북동 · 중방동 · 정평동 · 중산동 · 사월동 · 중산동)

대구광역시
- 수성구 (사월동 · 신매동 · 매호동 · 시지동 · 연호동 · 이천동 · 만촌동) - 동구 (효목동 · 신암동) - 북구 (복현동 · 산격동 · 침산동 · 노원동) - 서구 비산동 - 북구 (팔달동 · 매천동 · 태전동 · 읍내동)

경상북도
- 칠곡군 (동명면 · 가산면) - 구미시 장천면 - 칠곡군 가산면 - 구미시 (장천면 · 산동읍 · 해평면 · 선산읍 · 해평면 · 도개면) - 의성군 단밀면 - 상주시 (낙동면 · 현신동 · 외답동 · 복룡동 · 계산동 · 냉림동 · 무양동 · 연원동 · 남장동 · 내서면 · 화서면 · 화남면)

충청북도
- 보은군 (마로면 · 탄부면 · 장안면 · 보은읍 · 장안면 · 보은읍 · 수한면 · 회인면) - 청주시 상당구 (가덕면 · 남일면 · 지북동 · 평촌동 · 방서동 · 용암동 · 영운동 · 금천동)

## 노선
- (■): 자동차 전용도로 구간

### 경상남도
| 이름                                                         | 접속 노선                                                   | 소재지                               | 소재지                                              | 비고                 |
| ------------------------------------------------------------ | ----------------------------------------------------------- | ------------------------------------ | --------------------------------------------------- | -------------------- |
| 자은1교차로                                                  | 장복대로                                                    | 창원시                               | 진해구                                              | 기점                 |
| 석동 나들목                                                  | 진해산업로                                                  | 창원시                               | 진해구                                              |                      |
| 석동터널                                                     |                                                             | 창원시                               | 진해구                                              | 연장 1.96 km         |
| 석동터널                                                     | 성산구                                                      | 창원시                               |                                                     | 연장 1.96 km         |
| 성주 교차로                                                  | 해원로                                                      | 창원시                               |                                                     |                      |
| 삼정자 교차로                                                | 지방도 제1020호선 (창원대로)                                | 창원시                               | 하행 진출 불가                                      |                      |
| 대방 교차로                                                  | 대암로 창이대로899번길 창이대로901번길 삼정자로71번길       | 창원시                               |                                                     |                      |
| 토월 나들목                                                  | 창이대로                                                    | 창원시                               |                                                     |                      |
| 용주교                                                       |                                                             | 창원시                               | 의창구                                              |                      |
| 정병터널                                                     |                                                             | 창원시                               | 의창구                                              | 연장 2200m           |
| 정병터널                                                     | 의창구 동읍                                                 | 창원시                               |                                                     | 연장 2200m           |
| 남산 나들목                                                  | 국도 제14호선 국가지원지방도 제30호선 (의창대로) 지개남산로 | 창원시                               | 국도 제14호선과 중복 국가지원지방도 제30호선과 중복 |                      |
| 덕산 교차로                                                  | 의창대로                                                    | 창원시                               | 국도 제14호선과 중복 국가지원지방도 제30호선과 중복 |                      |
| 덕천 교차로                                                  | 국가지원지방도 제30호선 (동읍로)                            | 창원시                               | 국도 제14호선과 중복 국가지원지방도 제30호선과 중복 |                      |
| 무점터널                                                     |                                                             | 창원시                               | 국도 제14호선과 중복 연장 350m                      |                      |
| 진영 교차로                                                  | 국도 제14호선 (진산대로)                                    | 김해시                               | 진영읍                                              | 국도 제14호선과 중복 |
| 풍년교                                                       |                                                             | 김해시                               | 진영읍                                              |                      |
|                                                              | 창원시                                                      | 의창구 대산면                        |                                                     |                      |
| 가술삼거리                                                   | 창원시                                                      | 의창구 대산면                        | 진산대로355번길                                     |                      |
| 창원대산고등학교 창원대산중학교 가술정류소 대산초등학교      | 창원시                                                      | 의창구 대산면                        |                                                     |                      |
| 모산삼거리                                                   | 창원시                                                      | 의창구 대산면                        | 모산길                                              |                      |
| 모산사거리                                                   | 창원시                                                      | 의창구 대산면                        | 국가지원지방도 제60호선 (대산북로) 모산길           |                      |
| 수산대교                                                     | 창원시                                                      | 의창구 대산면                        |                                                     |                      |
|                                                              | 밀양시                                                      | 하남읍                               |                                                     |                      |
| 수산 교차로                                                  | 밀양시                                                      | 하남읍                               | 지방도 제1008호선 (온천로) 수산중앙로 수산우회로    |                      |
| 양동육교                                                     | 밀양시                                                      | 하남읍                               | 하남로                                              |                      |
| 파서육교                                                     | 밀양시                                                      | 하남읍                               | 하남로                                              |                      |
| 파서교                                                       | 밀양시                                                      | 하남읍                               |                                                     |                      |
|                                                              | 밀양시                                                      | 상남면                               |                                                     |                      |
| 마산교                                                       | 밀양시                                                      | 조음로                               |                                                     |                      |
| 연금 교차로                                                  | 밀양시                                                      | 상남로                               |                                                     |                      |
| 남밀양 나들목 (남밀양IC 교차로)                              | 밀양시                                                      | 55호선 중앙고속도로                  |                                                     |                      |
| 예림오거리                                                   | 밀양시                                                      | 예평로 예림길 운하길                 |                                                     |                      |
| 예림사거리                                                   | 밀양시                                                      | 국도 제58호선 (가곡7길) 양림간제방길 | 국도 제58호선과 중복                                |                      |
| 마암산터널                                                   | 밀양시                                                      |                                      | 국도 제58호선과 중복 연장 430m 하행 전용            |                      |
| 마암산터널                                                   | 밀양시                                                      | 부북면                               | 국도 제58호선과 중복 연장 430m 하행 전용            |                      |
| 마암 교차로                                                  | 밀양시                                                      | 국도 제58호선 (사포로)               | 국도 제58호선과 중복                                |                      |
| 밀주교                                                       | 밀양시                                                      |                                      |                                                     |                      |
|                                                              | 밀양시                                                      | 삼문동                               |                                                     |                      |
| 삼문동 행정복지센터                                          | 밀양시                                                      | 미리벌로 삼문중앙로                  |                                                     |                      |
| 주공아파트앞                                                 | 밀양시                                                      | 삼문1길                              |                                                     |                      |
| 남천교                                                       | 밀양시                                                      |                                      |                                                     |                      |
| 국립식량과학원사거리                                         | 밀양시                                                      | 지방도 제1080호선 (점필재로) 약산로  | 내이동                                              |                      |
| 영남종합병원                                                 | 밀양시                                                      | 북성로                               | 내이동                                              |                      |
| 신촌오거리 (창원지방법원 밀양지원) (창원지방검찰청 밀양지청) | 밀양시                                                      | 국도 제24호선 (창밀로) 중앙로        | 내이동                                              | 국도 제24호선과 중복 |
| 시청서문사거리                                               | 밀양시                                                      | 백민로 시청로                        | 교동                                                | 국도 제24호선과 중복 |
| 밀양시청                                                     | 밀양시                                                      |                                      | 교동                                                | 국도 제24호선과 중복 |
| 교동사거리                                                   | 밀양시                                                      | 교동로 석정로                        | 교동                                                | 국도 제24호선과 중복 |
| 밀양대공원                                                   | 밀양시                                                      | 밀양대공원로                         | 교동                                                | 국도 제24호선과 중복 |
| 교동 행정복지센터입구                                        | 밀양시                                                      | 교동로                               | 교동                                                | 국도 제24호선과 중복 |
| 교동 교차로                                                  | 밀양시                                                      | 안인로 용평로                        | 교동                                                | 국도 제24호선과 중복 |
| 밀산교                                                       | 밀양시                                                      |                                      | 교동                                                | 국도 제24호선과 중복 |
|                                                              | 밀양시                                                      | 산외면                               |                                                     | 국도 제24호선과 중복 |
| 긴늪사거리                                                   | 밀양시                                                      | 국도 제24호선 (밀양대로)             |                                                     | 국도 제24호선과 중복 |
| 가곡리                                                       | 밀양시                                                      | 상동로                               | 상동면                                              |                      |
| 가곡 교차로                                                  | 밀양시                                                      | 상동로                               | 상동면                                              |                      |
| 안인삼거리                                                   | 밀양시                                                      | 안인로                               | 상동면                                              |                      |
| 상동면 행정복지센터 상동초등학교 상동역 유천버스정류장       | 밀양시                                                      |                                      | 상동면                                              |                      |
| 신곡삼거리                                                   | 밀양시                                                      | 상동로                               | 상동면                                              |                      |
| 상동교                                                       | 밀양시                                                      |                                      | 상동면                                              |                      |
| 옥산 교차로                                                  | 밀양시                                                      | 국도 제58호선 (청매로)               | 상동면                                              |                      |

### 경상북도(대구광역시이남 구간)
| 이름                             | 접속 노선                                   | 소재지 | 소재지                        | 비고                    |
| -------------------------------- | ------------------------------------------- | ------ | ----------------------------- | ----------------------- |
| 초현 교차로                      | 새마을로                                    | 청도군 | 청도읍                        |                         |
| 초현교                           |                                             | 청도군 | 청도읍                        |                         |
| 신도터널                         |                                             | 청도군 | 청도읍                        | 연장 1,130m             |
| 신도2교                          |                                             | 청도군 | 청도읍                        |                         |
| 신도과선교                       | 새마을로                                    | 청도군 | 청도읍                        |                         |
| 원동삼거리                       | 금호길                                      | 청도군 | 청도읍                        |                         |
| 월곡삼거리                       | 청화로                                      | 청도군 | 청도읍                        |                         |
| 청도2교                          |                                             | 청도군 | 청도읍                        |                         |
| 원정사거리                       | 중앙로                                      | 청도군 | 청도읍                        |                         |
| 원정교                           |                                             | 청도군 | 청도읍                        |                         |
| 모강 교차로                      | 국도 제20호선 (청려로)                      | 청도군 | 청도읍                        |                         |
| 충혼 교차로                      |                                             | 청도군 | 청도읍                        |                         |
| 청도경찰서                       |                                             | 청도군 | 청도읍                        |                         |
| 청도 나들목 (청도IC 교차로)      | 55호선 중앙고속도로                         | 청도군 | 청도읍                        |                         |
| 송읍 교차로                      | 송읍길                                      | 청도군 | 청도읍                        |                         |
| 신평교                           |                                             | 청도군 | 청도읍                        |                         |
|                                  | 화양읍                                      | 청도군 |                               |                         |
| 진라 교차로                      | 송읍길                                      | 청도군 | 상행 진출 불가 하행 진입 불가 |                         |
| 삼신2교                          | 남성현로 이슬미로                           | 청도군 |                               |                         |
| 용암교                           | 남성현로 온천길                             | 청도군 |                               |                         |
| 남성현 교차로 (삼신1교)          | 남성현로 삼신길                             | 청도군 |                               |                         |
| 남성현과선교                     |                                             | 청도군 |                               |                         |
| 남성현터널                       |                                             | 청도군 | 연장 1730m                    |                         |
| 남성현터널                       |                                             | 경산시 | 연장 1730m                    | 남천면                  |
| 고래 교차로                      | 남성현로                                    | 경산시 |                               | 남천면                  |
| 하도 교차로                      | 남천로                                      | 경산시 | 상행 진입 불가 하행 진출 불가 | 남천면                  |
| 남천과선교                       |                                             | 경산시 |                               | 남천면                  |
| 흥산 교차로                      | 남천로                                      | 경산시 | 상행 진출 불가 하행 진입 불가 | 남천면                  |
| 금곡 교차로 (금곡1교)            | 남천로                                      | 경산시 |                               | 남천면                  |
| 금곡2교 삼성1교                  |                                             | 경산시 |                               | 남천면                  |
| 삼성 교차로                      | 삼성역길                                    | 경산시 |                               | 남천면                  |
| 삼성2교 삼성3교 대명1교 대명2교  |                                             | 경산시 |                               | 남천면                  |
| 대명3교                          | 협석2길                                     | 경산시 | 상행 진출 불가 하행 진입 불가 | 남천면                  |
| 협석 교차로                      | 남천로 구일길 협석1길 협석2길               | 경산시 |                               | 남천면                  |
| 백천 교차로                      | 삼성현로                                    | 경산시 | 남부동                        |                         |
| 경산중앙병원                     |                                             | 경산시 | 남부동                        |                         |
| 상방삼거리                       | 남매로                                      | 경산시 | 남부동                        |                         |
| 상방사거리                       | 강변동로 서상길                             | 경산시 | 남부동                        |                         |
| 남부동 행정복지센터 경산초등학교 |                                             | 경산시 | 남부동                        |                         |
| (이름 없음)                      | 장산로                                      | 경산시 | 중앙동                        |                         |
| 경산오거리                       | 지방도 제919호선 (원효로) 중앙로 경안로38길 | 경산시 | 중앙동                        | 지방도 제919호선과 중복 |
| 경산시외버스정류장               |                                             | 경산시 | 중앙동                        | 지방도 제919호선과 중복 |
| 중방네거리                       | 중방로                                      | 경산시 | 중방동                        | 지방도 제919호선과 중복 |
| 경산네거리                       | 지방도 제919호선 (대학로) 경안로            | 경산시 | 중방동                        | 지방도 제919호선과 중복 |
| 영대교                           |                                             | 경산시 | 중방동                        |                         |
| 정평역                           |                                             | 경산시 | 서부동                        |                         |
| 중산삼거리                       | 경산로                                      | 경산시 | 서부동                        |                         |
| 사월교                           |                                             | 경산시 | 서부동                        |                         |

### 대구광역시
| 이름                                       | 접속 노선                        | 소재지     | 소재지                                 | 비고                   |
| ------------------------------------------ | -------------------------------- | ---------- | -------------------------------------- | ---------------------- |
| 사월교                                     |                                  | 대구광역시 | 수성구                                 |                        |
| 사월역                                     |                                  | 대구광역시 | 수성구                                 |                        |
| 고산1동 행정복지센터                       |                                  | 대구광역시 | 수성구                                 |                        |
| 신매네거리 (신매역)                        | 고산로                           | 대구광역시 | 수성구                                 |                        |
| 시지교 대구고산초등학교 고산역             |                                  | 대구광역시 | 수성구                                 |                        |
| 월드컵삼거리                               | 월드컵로                         | 대구광역시 | 수성구                                 | 수성 나들목과 연결     |
| 대공원역                                   |                                  | 대구광역시 | 수성구                                 |                        |
| 연호네거리 (연호역)                        | 대구광역시도 제10호선 (범안로)   | 대구광역시 | 수성구                                 |                        |
| 공군방공포병학교                           | 달구벌대로568길                  | 대구광역시 | 수성구                                 |                        |
| 담티고가교                                 | 청수로                           | 대구광역시 | 수성구                                 |                        |
| 대륜중학교 대륜고등학교                    |                                  | 대구광역시 | 수성구                                 |                        |
| 담티역                                     |                                  | 대구광역시 | 수성구                                 |                        |
| 수성대학교 교차로                          | 달구벌대로528길                  | 대구광역시 | 수성구                                 |                        |
| 대구남부정류장                             |                                  | 대구광역시 | 수성구                                 |                        |
| 만촌네거리 (만촌역)                        | 달구벌대로 청호로                | 대구광역시 | 수성구                                 |                        |
| 만촌2동 행정복지센터                       |                                  | 대구광역시 | 수성구                                 |                        |
| 무열대삼거리                               | 국채보상로                       | 대구광역시 | 수성구                                 |                        |
| 만촌1동 행정복지센터                       | 고모로                           | 대구광역시 | 수성구                                 |                        |
| 효목네거리 (효목네거리지하차도)            | 국도 제4호선 (화랑로)            | 대구광역시 | 동구                                   | 국도 제4호선과 중복    |
| (효목지하차도)                             | 대구광역시도 제54호선 (동부로)   | 대구광역시 | 동구                                   | 국도 제4호선과 중복    |
| 큰고개오거리 (효목고가차도)                | 신암남로 아양로                  | 대구광역시 | 동구                                   | 국도 제4호선과 중복    |
| 복현네거리                                 | 경대로 복현로                    | 대구광역시 | 북구                                   | 국도 제4호선과 중복    |
| 복현오거리 (복현오거리)                    | 검단로 공항로 대학로             | 대구광역시 | 북구                                   | 국도 제4호선과 중복    |
| 산격중학교 교차로                          | 산격로                           | 대구광역시 | 북구                                   | 국도 제4호선과 중복    |
| (이름 없음)                                | 호국로                           | 대구광역시 | 북구                                   | 국도 제4호선과 중복    |
| 연암네거리                                 | 연암로                           | 대구광역시 | 북구                                   | 국도 제4호선과 중복    |
| 침산교 교차로                              | 신천동로                         | 대구광역시 | 북구                                   | 국도 제4호선과 중복    |
| (침산교지하차도)                           | 신천대로                         | 대구광역시 | 북구                                   | 국도 제4호선과 중복    |
| 백사벌네거리                               | 침산로                           | 대구광역시 | 북구                                   | 국도 제4호선과 중복    |
| 노원네거리                                 | 오봉로                           | 대구광역시 | 북구                                   | 국도 제4호선과 중복    |
| 만평네거리 (서대구고속버스터미널) (만평역) | 국도 제5호선 (서대구로) 팔달로   | 대구광역시 | 서구                                   | 국도 제4, 5호선과 중복 |
| 공단역                                     |                                  | 대구광역시 | 서구                                   | 국도 제4, 5호선과 중복 |
| 팔달교 교차로                              | 대구광역시도 제10호선 (신천대로) | 대구광역시 | 서구                                   | 국도 제4, 5호선과 중복 |
| 팔달교                                     |                                  | 대구광역시 | 서구                                   | 국도 제4, 5호선과 중복 |
|                                            | 북구                             | 대구광역시 |                                        | 국도 제4, 5호선과 중복 |
| (팔달교 북단)                              | 매천로2길                        | 대구광역시 |                                        | 국도 제4, 5호선과 중복 |
| 대구북부화물터미널                         |                                  | 대구광역시 |                                        | 국도 제4, 5호선과 중복 |
| 팔달로 교차로 (팔달고가차도) (매천시장역)  | 매천로18길                       | 대구광역시 |                                        | 국도 제4, 5호선과 중복 |
| 태전네거리                                 | 학정로                           | 대구광역시 |                                        | 국도 제4, 5호선과 중복 |
| 태전교 (태전역)                            |                                  | 대구광역시 |                                        | 국도 제4, 5호선과 중복 |
| 태전삼거리                                 | 국도 제4호선 (태전로)            | 대구광역시 |                                        | 국도 제4, 5호선과 중복 |
| 운전면허시험장 교차로                      | 태암남로 칠곡중앙대로65길        | 대구광역시 | 국도 제5호선과 중복                    |                        |
| 대구과학대학 교차로                        | 태암로                           | 대구광역시 | 국도 제5호선과 중복                    |                        |
| 칠곡네거리 (칠곡지하차도)                  | 구암로                           | 대구광역시 | 국도 제5호선과 중복 칠곡 나들목과 연결 |                        |
| 대구가톨릭대학교 칠곡가톨릭병원            |                                  | 대구광역시 | 국도 제5호선과 중복                    |                        |
| 아시랑네거리                               | 대천로 칠곡중앙대로95길          | 대구광역시 | 국도 제5호선과 중복                    |                        |
| 칠곡초등학교 교차로                        | 관음중앙로                       | 대구광역시 | 국도 제5호선과 중복                    |                        |
| 읍내동 행정복지센터                        |                                  | 대구광역시 | 국도 제5호선과 중복                    |                        |
| 칠곡우체국네거리                           | 동암로 칠곡중앙대로115길         | 대구광역시 | 국도 제5호선과 중복                    |                        |
| 칠곡중학교                                 |                                  | 대구광역시 | 국도 제5호선과 중복                    |                        |
| (제형주유소)                               | 관음로                           | 대구광역시 | 국도 제5호선과 중복                    |                        |
| (팔거교 서단)                              | 대구광역시도 제10호선 (호국로)   | 대구광역시 | 국도 제5호선과 중복                    |                        |
| 동호치안센터                               |                                  | 대구광역시 | 국도 제5호선과 중복                    |                        |

기존 구간 (1996년 이전 노선)
만촌네거리 - 범어네거리 - 수성교 - 반월당역 - 비산오거리 - 서성로 - 태평네거리 - 태평로 - 달성네거리 - 원대지하차도 - 달서천로 - 달서로 - 원대네거리 - 고성로 - 팔달시장역

### 경상북도(대구광역시이북 구간)
| 이름                                   | 접속 노선                                            | 소재지                             | 소재지                                                                     | 비고                                               |
| -------------------------------------- | ---------------------------------------------------- | ---------------------------------- | -------------------------------------------------------------------------- | -------------------------------------------------- |
| 동명동호 나들목 (동명동호IC 교차로)    | 700호선 대구외곽순환고속도로                         | 칠곡군                             | 동명면                                                                     | 국도 제5호선과 중복                                |
| 동명사거리                             | 국가지원지방도 제79호선 (한티로) 금암2길             | 칠곡군                             | 동명면                                                                     | 국도 제5호선과 중복 국가지원지방도 제79호선과 중복 |
| (이름 없음)                            | 금암중앙길                                           | 칠곡군                             | 동명면                                                                     | 국도 제5호선과 중복 국가지원지방도 제79호선과 중복 |
| (이름 없음)                            | 남원로                                               | 칠곡군                             | 동명면                                                                     | 국도 제5호선과 중복 국가지원지방도 제79호선과 중복 |
| 소야고개                               |                                                      | 칠곡군                             | 동명면                                                                     | 국도 제5호선과 중복 국가지원지방도 제79호선과 중복 |
|                                        | 가산면                                               | 칠곡군                             |                                                                            | 국도 제5호선과 중복 국가지원지방도 제79호선과 중복 |
| 다부원앞                               | 국가지원지방도 제79호선 지방도 제923호선 (다부원1길) | 칠곡군                             | 국도 제5호선과 중복 국가지원지방도 제79호선과 중복 지방도 제923호선과 중복 |                                                    |
| 다부동전승비 가산초등학교 가산면사무소 |                                                      | 칠곡군                             | 국도 제5호선과 중복 지방도 제923호선과 중복                                |                                                    |
| 천평삼거리                             | 국도 제5호선 (경북대로)                              | 칠곡군                             | 국도 제5호선과 중복 지방도 제923호선과 중복                                |                                                    |
| 가산 나들목                            | 55호선 중앙고속도로                                  | 칠곡군                             | 고속도로 상행 진출 및 하행 진입 국도 제5호선 이용 지방도 제923호선과 중복  |                                                    |
| 하판1교                                | 송신로                                               | 칠곡군                             | 지방도 제923호선과 중복                                                    |                                                    |
| 송학 교차로                            | 지방도 제514호선 (인동가산로)                        | 칠곡군                             | 지방도 제923호선과 중복 상행 진입 불가                                     |                                                    |
| 신장 교차로                            | 신장4길                                              | 칠곡군                             | 지방도 제923호선과 중복                                                    |                                                    |
| 신장 교차로                            | 신장4길                                              | 구미시                             | 지방도 제923호선과 중복                                                    | 장천면                                             |
| 하장2교                                | 국도 제67호선 지방도 제923호선 (하장3길) 산호대로    | 구미시                             | 국도 제67호선과 중복 지방도 제923호선과 중복                               | 장천면                                             |
| 용문 교차로                            | 임천인덕로                                           | 구미시                             | 산동읍                                                                     | 국도 제67호선과 중복                               |
| 산동 교차로                            | 강동로                                               | 구미시                             | 산동읍                                                                     | 국도 제67호선과 중복                               |
| 성수교                                 |                                                      | 구미시                             | 산동읍                                                                     | 국도 제67호선과 중복                               |
| 괴곡 교차로                            | 국도 제67호선 (옥계2공단로)                          | 구미시                             | 산동읍                                                                     | 국도 제67호선과 중복                               |
| 문량 교차로                            | 성수문량길                                           | 구미시                             | 해평면                                                                     | 상행 진입 불가 하행 진출 불가                      |
| 습문교                                 |                                                      | 구미시                             | 해평면                                                                     |                                                    |
| 해평 교차로                            | 지방도 제927호선 (숭선로)                            | 구미시                             | 해평면                                                                     | 상행 진출 불가 하행 진입 불가                      |
| 길수 교차로                            | 지방도 제927호선 (숭선로)                            | 구미시                             | 해평면                                                                     |                                                    |
| 도리사 교차로                          | 강동로                                               | 구미시                             | 해평면                                                                     | 상행 진입 불가 하행 진출 불가                      |
| 숭암교                                 |                                                      | 구미시                             | 해평면                                                                     |                                                    |
| 월곡 교차로                            | 강동로                                               | 구미시                             | 해평면                                                                     |                                                    |
| 일선 교차로                            | 강동로                                               | 구미시                             | 도개면                                                                     |                                                    |
| 도개 교차로                            | 국도 제33호선 국가지원지방도 제68호선 (선산대로)     | 구미시                             | 도개면                                                                     |                                                    |
| (궁기 교차로)                          | 도안로                                               | 구미시                             | 도개면                                                                     |                                                    |
| 신곡교                                 |                                                      | 구미시                             | 도개면                                                                     |                                                    |
| 도개 나들목                            | 301호선 영천상주고속도로                             | 구미시                             | 도개면                                                                     |                                                    |
| 가산 교차로                            | 용산가산길                                           | 구미시                             | 도개면                                                                     |                                                    |
| 낙정교                                 |                                                      | 의성군                             | 단밀면                                                                     |                                                    |
| 낙단대교                               |                                                      | 의성군                             | 단밀면                                                                     |                                                    |
|                                        | 상주시                                               | 낙동면                             |                                                                            |                                                    |
| 낙단 교차로                            | 상주시                                               | 낙동면                             | 국도 제59호선 지방도 제912호선 (선상동로)                                  |                                                    |
| 구잠 교차로                            | 상주시                                               | 낙동면                             | 낙운로                                                                     |                                                    |
| 동상주 나들목                          | 상주시                                               | 낙동면                             | 30호선 서산영덕고속도로                                                    |                                                    |
| 낙동고개                               | 상주시                                               | 낙동면                             |                                                                            |                                                    |
| 구산교                                 | 상주시                                               | 낙동면                             | 영남제일로                                                                 |                                                    |
| 분황1교                                | 상주시                                               | 낙동면                             | 분황1길                                                                    |                                                    |
| 신상 교차로                            | 상주시                                               | 낙동면                             | 덕암로                                                                     |                                                    |
| 헌신 교차로                            | 상주시                                               | 영남제일로                         | 동문동                                                                     | 상주 나들목과 연결                                 |
| 외답육교                               | 상주시                                               | 경천로                             | 동문동                                                                     |                                                    |
| 병선천교                               | 상주시                                               |                                    | 동문동                                                                     |                                                    |
| 화산육교                               | 상주시                                               | 지방도 제916호선 (아리랑로)        | 계림동                                                                     |                                                    |
| 초산육교                               | 상주시                                               | 국도 제3호선 (경상대로)            | 북문동                                                                     | 국도 제3호선과 중복                                |
| 죽전 교차로                            | 상주시                                               | 북상주로                           | 북문동                                                                     | 국도 제3호선과 중복                                |
| 만산삼거리                             | 상주시                                               | 북상주로                           | 북문동                                                                     | 국도 제3호선과 중복                                |
| 만산사거리                             | 상주시                                               | 만산7길                            | 북문동                                                                     | 국도 제3호선과 중복                                |
| 상주세무서 이마트 상주점               | 상주시                                               |                                    | 북문동                                                                     | 국도 제3호선과 중복                                |
| 북천교북측삼거리 (상주 임란북천전적지) | 상주시                                               | 북천로                             | 북문동                                                                     | 국도 제3호선과 중복                                |
| 북천교                                 | 상주시                                               |                                    | 북문동                                                                     | 국도 제3호선과 중복                                |
| 북천교 교차로                          | 상주시                                               | 국도 제3호선 (경상대로) 영남제일로 | 북문동                                                                     | 국도 제3호선과 중복                                |
| 연원1교                                | 상주시                                               |                                    | 북문동                                                                     |                                                    |
|                                        | 상주시                                               | 남원동                             |                                                                            |                                                    |
| (이름 없음)                            | 상주시                                               | 중앙로                             |                                                                            |                                                    |
| 서보교                                 | 상주시                                               |                                    |                                                                            |                                                    |
| 내서삼거리                             | 상주시                                               | 지방도 제901호선 (신촌2길)         | 내서면                                                                     | 지방도 제901호선과 중복                            |
| (이름 없음)                            | 상주시                                               | 지방도 제901호선 (백화로) 낙서1길  | 내서면                                                                     | 지방도 제901호선과 중복                            |
| (이름 없음)                            | 상주시                                               | 어산로                             | 내서면                                                                     |                                                    |
| (이름 없음)                            | 상주시                                               | 낙서1길                            | 내서면                                                                     |                                                    |
| 낙서초등학교 내서중학교 서원보건진료소 | 상주시                                               |                                    | 내서면                                                                     |                                                    |
| 하송삼거리                             | 상주시                                               | 문장로                             | 화서면                                                                     |                                                    |
| 화령                                   | 상주시                                               |                                    | 화서면                                                                     | 해발 320m                                          |
| 수청거리삼거리                         | 상주시                                               | 국가지원지방도 제49호선 (상곡로)   | 화서면                                                                     | 국가지원지방도 제49호선과 중복                     |
| 화서 나들목                            | 상주시                                               | 30호선 서산영덕고속도로            | 화서면                                                                     | 국가지원지방도 제49호선과 중복                     |
| 신봉네거리                             | 상주시                                               | 국가지원지방도 제49호선 (중화로)   | 화서면                                                                     | 국가지원지방도 제49호선과 중복                     |
| 화남보건지소                           | 상주시                                               |                                    | 화남면                                                                     |                                                    |
| 평온리                                 | 상주시                                               |                                    | 화남면                                                                     |                                                    |

### 충청북도
| 이름                                              | 접속 노선                                                   | 소재지 | 소재지                         | 비고                                                   |
| ------------------------------------------------- | ----------------------------------------------------------- | ------ | ------------------------------ | ------------------------------------------------------ |
| 적암리                                            |                                                             | 보은군 | 마로면                         |                                                        |
| 송현삼거리                                        | 관기송현로                                                  | 보은군 | 마로면                         |                                                        |
| 관기 교차로                                       | 지방도 제505호선 (청산관기로) (관기3길)                     | 보은군 | 마로면                         | 상행 진출입만 가능                                     |
| 탄부2교                                           |                                                             | 보은군 | 마로면                         |                                                        |
|                                                   | 탄부면                                                      | 보은군 |                                |                                                        |
| 탄부 교차로                                       | 지방도 제502호선 지방도 제505호선 (관기송현로) (삼승탄부로) | 보은군 | 지방도 제505호선과 중복        |                                                        |
| 상장삼거리                                        | 평각상장로                                                  | 보은군 | 지방도 제505호선과 중복        |                                                        |
| 속리산 나들목 (상장 교차로)                       | 30호선 서산영덕고속도로                                     | 보은군 | 지방도 제505호선과 중복        |                                                        |
| 황곡교                                            |                                                             | 보은군 | 지방도 제505호선과 중복        |                                                        |
|                                                   | 장안면                                                      | 보은군 | 지방도 제505호선과 중복        |                                                        |
| 장내삼거리                                        | 지방도 제505호선 (장안로) 황곡길                            | 보은군 | 지방도 제505호선과 중복        |                                                        |
| 구인삼거리                                        | 장재로                                                      | 보은군 |                                |                                                        |
| 농공단지삼거리                                    | 매화구인로                                                  | 보은군 |                                |                                                        |
| 펀파크                                            |                                                             | 보은군 | 보은읍                         |                                                        |
| 말티삼거리                                        | 속리산로 누청1길                                            | 보은군 | 보은읍                         |                                                        |
| 누청삼거리                                        | 국도 제37호선 (동학로)                                      | 보은군 | 보은읍                         | 국도 제37호선과 중복                                   |
| 보은 교차로                                       | 국도 제19호선 (보은미원로)                                  | 보은군 | 보은읍                         | 국도 제37호선과 중복                                   |
| 군청사거리                                        | 군청길 마루들길                                             | 보은군 | 보은읍                         | 국도 제37호선과 중복                                   |
| 이평삼거리                                        | 뱃들로                                                      | 보은군 | 보은읍                         | 국도 제37호선과 중복                                   |
| 이평교사거리                                      | 남부로                                                      | 보은군 | 보은읍                         | 국도 제37호선과 중복                                   |
| 교사사거리                                        | 보은로                                                      | 보은군 | 보은읍                         | 국도 제37호선과 중복                                   |
| KT 보은지사                                       |                                                             | 보은군 | 보은읍                         | 국도 제37호선과 중복                                   |
| 장신사거리                                        | 삼산제방로 장속중초로                                       | 보은군 | 보은읍                         | 국도 제37호선과 중복                                   |
| 장신교                                            |                                                             | 보은군 | 보은읍                         | 국도 제37호선과 중복                                   |
|                                                   | 수한면                                                      | 보은군 |                                | 국도 제37호선과 중복                                   |
| 후평사거리                                        | 국도 제37호선 (안내보은로)                                  | 보은군 |                                | 국도 제37호선과 중복                                   |
| 교암삼거리                                        | 거현교암로                                                  | 보은군 |                                |                                                        |
| 보청교                                            |                                                             | 보은군 |                                |                                                        |
| 동정삼거리                                        | 지방도 제575호선 (안내수한로)                               | 보은군 | 지방도 제575호선과 중복        |                                                        |
| 차정사거리                                        | 지방도 제575호선 (산척상궁로) 용촌차정로                    | 보은군 | 지방도 제575호선과 중복        |                                                        |
| 수리티재                                          |                                                             | 보은군 | 해발 321m                      |                                                        |
| 수리티재                                          | 회인면                                                      | 보은군 | 해발 321m                      |                                                        |
| 건천삼거리                                        | 애곡로                                                      | 보은군 |                                |                                                        |
| 회인 나들목 (송평사거리)                          | 30호선 서산영덕고속도로                                     | 보은군 |                                |                                                        |
| 눌곡삼거리                                        | 지방도 제571호선 (회남로)                                   | 보은군 | 지방도 제571호선과 중복        |                                                        |
| 회인버스공동정류소 회인중학교 회인면 행정복지센터 |                                                             | 보은군 | 지방도 제571호선과 중복        |                                                        |
| 고석삼거리                                        | 지방도 제571호선 (회인내북로)                               | 보은군 | 지방도 제571호선과 중복        |                                                        |
| 피반령                                            |                                                             | 보은군 | 해발 360m                      |                                                        |
| 피반령                                            |                                                             | 청주시 | 해발 360m                      | 상당구 가덕면                                          |
| 인차삼거리                                        | 지방도 제509호선 (인차시동로)                               | 청주시 | 지방도 제509호선과 중복        | 상당구 가덕면                                          |
| 가덕면 행정복지센터                               |                                                             | 청주시 | 지방도 제509호선과 중복        | 상당구 가덕면                                          |
| 인차삼거리                                        | 지방도 제509호선 (상장인차로)                               | 청주시 | 지방도 제509호선과 중복        | 상당구 가덕면                                          |
| 인차교                                            |                                                             | 청주시 |                                | 상당구 가덕면                                          |
|                                                   | 상당구 남일면                                               | 청주시 |                                |                                                        |
| 두산삼거리                                        | 국가지원지방도 제32호선 (단재로)                            | 청주시 | 국가지원지방도 제32호선과 중복 |                                                        |
| 고은삼거리                                        | 고은두산로 고은2길                                          | 청주시 | 국가지원지방도 제32호선과 중복 |                                                        |
| 고은사거리                                        | 국가지원지방도 제32호선 (미천고은로) 고은두산로             | 청주시 | 국가지원지방도 제32호선과 중복 |                                                        |
| 공군사관학교 남일초등학교                         |                                                             | 청주시 |                                |                                                        |
| 효촌 분기점 (효촌 교차로)                         | 국도 제25호선 (3순환로) 단재로                              | 청주시 |                                |                                                        |
| 효촌대교 신송1교 신송2교                          |                                                             | 청주시 |                                |                                                        |
| 가장교                                            |                                                             | 청주시 |                                |                                                        |
|                                                   | 서원구                                                      | 청주시 |                                |                                                        |
| 장암2교 (생태터널)                                |                                                             | 청주시 |                                |                                                        |
| 양촌 분기점                                       | 국도 제17호선 국가지원지방도 제96호선 (청남로)              | 청주시 | 서원구 남이면                  | 국도 제17호선과 중복                                   |
| (생태터널)                                        |                                                             | 청주시 | 서원구 남이면                  | 국도 제17호선과 중복                                   |
| 망월교                                            |                                                             | 청주시 | 서원구                         | 국도 제17호선과 중복                                   |
| 석판 분기점                                       | 대림로                                                      | 청주시 | 서원구 남이면                  | 국도 제17호선과 중복                                   |
| (생태터널)                                        |                                                             | 청주시 | 흥덕구                         | 국도 제17호선과 중복                                   |
| 석곡교 석곡육교                                   |                                                             | 청주시 | 흥덕구                         | 국도 제17호선과 중복                                   |
| 석곡 분기점                                       | 지방도 제512호선 (서부로)                                   | 청주시 | 흥덕구                         | 국도 제17호선과 중복                                   |
| 휴암교                                            |                                                             | 청주시 | 흥덕구                         | 국도 제17호선과 중복                                   |
| 강상촌 분기점                                     | 국도 제36호선 (가로수로)                                    | 청주시 | 흥덕구                         | 국도 제17, 36호선과 중복                               |
| 매립장 교차로                                     | 강촌로                                                      | 청주시 | 흥덕구                         | 국도 제17, 36호선과 중복 상행 진입 불가 하행 진출 불가 |
| 학천교                                            |                                                             | 청주시 | 흥덕구 강내면                  | 국도 제17, 36호선과 중복                               |
| 내거지하차도                                      |                                                             | 청주시 | 흥덕구                         | 국도 제17, 36호선과 중복                               |
| 학천과선교                                        |                                                             | 청주시 | 흥덕구 강내면                  | 국도 제17, 36호선과 중복                               |
| 정봉교                                            |                                                             | 청주시 | 흥덕구                         | 국도 제17, 36호선과 중복                               |
| 청주역 분기점 (정봉육교)                          | 지방도 제693호선 (청주역로)                                 | 청주시 | 흥덕구                         | 국도 제17, 36호선과 중복                               |
| 서촌교 석남천1교 남촌교                           |                                                             | 청주시 | 흥덕구                         | 국도 제17, 36호선과 중복                               |
| 중부지하차도                                      |                                                             | 청주시 | 흥덕구                         | 국도 제17, 36호선과 중복 연장 70m                      |
| 내곡육교                                          |                                                             | 청주시 | 흥덕구                         | 국도 제17, 36호선과 중복                               |
| 원평 분기점                                       | 엘지로                                                      | 청주시 | 흥덕구                         | 국도 제17, 36호선과 중복                               |
| 문암공원 분기점                                   | 무심서로                                                    | 청주시 | 흥덕구                         | 국도 제17, 36호선과 중복 상행 진입 불가 하행 진출 불가 |
| 까치내교                                          |                                                             | 청주시 | 흥덕구                         | 국도 제17, 36호선과 중복                               |
| 까치내교                                          | 청원구                                                      | 청주시 |                                | 국도 제17, 36호선과 중복                               |
| 정북교 오동1교 오동과선교 오동2교                 |                                                             | 청주시 |                                | 국도 제17, 36호선과 중복                               |
| 오동 분기점                                       | 국도 제17호선 (공항로)                                      | 청주시 |                                | 국도 제17, 36호선과 중복                               |
| 외남교                                            |                                                             | 청주시 | 국도 제36호선과 중복           |                                                        |
| 외남 교차로                                       | 외남로                                                      | 청주시 | 국도 제36호선과 중복           |                                                        |
| 수반 교차로 (주중교)                              | 내수로                                                      | 청주시 | 청원구 내수읍                  | 국도 제36호선과 중복 상행 진출 불가 하행 진입 불가     |
| 구성 교차로                                       | 지방도 제592호선 (충청대로)                                 | 청주시 | 청원구 내수읍                  | 국도 제36호선과 중복                                   |
| 국동 교차로                                       | 국도 제36호선 (충청내륙로)                                  | 청주시 | 청원구 내수읍                  | 국도 제36호선과 중복                                   |
| 상당터널                                          |                                                             | 청주시 | 청원구 내수읍                  |                                                        |
|                                                   | 상당구                                                      | 청주시 |                                |                                                        |
| 용정 교차로                                       |                                                             | 청주시 |                                |                                                        |
| 용정터널                                          |                                                             | 청주시 |                                |                                                        |
| 백운 교차로                                       | 목련로                                                      | 청주시 |                                |                                                        |
| 백운터널                                          |                                                             | 청주시 | 연장 190m                      |                                                        |
| 백운터널                                          | 상당구 남일면                                               | 청주시 | 연장 190m                      |                                                        |
| 송암 교차로                                       |                                                             | 청주시 |                                |                                                        |
| 송암1교 송암2교                                   |                                                             | 청주시 |                                |                                                        |
| 효촌 분기점 (효촌 교차로)                         | 국도 제25호선 (3순환로) 단재로                              | 청주시 | 종점                           |                                                        |

- 공사구간 (2020년 완공): 후평사거리 ~ 눌곡삼거리

기존 구간 (2016년 이전 노선)
- 청주시 상당구 효촌 분기점 - 효촌삼거리 - 남일면 행정복지센터 - 상당보건소 - 상당구청 - 충북방송 - 지북 교차로 - 평촌교 - 방서사거리 - 용암사거리 - 영운교 - 영운사거리 - 영운동 행정복지센터 - 청주한국병원 - 청남초등학교 - 금석교사거리 - 석교육거리

## 도로명
경상남도
- 창원시 진해구 3호광장 ~ 김해시 진영읍 진영 교차로: 해원로
- 김해시 진영읍 진영 교차로 ~ 창원시 의창구 대산면 모산사거리: 진산대로
- 창원시 의창구 대산면 모산사거리 ~ 밀양시 산외면 긴늪사거리: 밀양대로
- 밀양시 산외면 긴늪사거리 ~ 상동면 신곡삼거리: 상동로
- 밀양시 상동면 신곡삼거리 ~ 구 유천육교: 새마을로

경상북도
- 청도군 청도읍 구 유천육교 ~ 화양읍 남성현터널: 새마을로
- 경산시 남천면 남성현터널 ~ 남부동 백천 교차로: 경청로
- 경산시 남부동 백천 교차로 ~ 중방동 경산네거리: 경안로
- 경산시 중방동 경산네거리 ~ 서부동 사월교: 대학로

대구광역시
- 수성구 사월교 ~ 만촌네거리: 달구벌대로
- 수성구 만촌네거리 ~ 동구 효목네거리: 무열로
- 동구 효목네거리 ~ 북구 (침산교지하차도): 동북로
- 북구 (침산교지하차도) ~ 서구 만평네거리: 노원로
- 서구 만평네거리 ~ 팔달교: 팔달로
- 북구 팔달교 ~ 동호치안센터: 칠곡중앙대로

경상북도
- 칠곡군 동명면 강북주유소 ~ 가산면 천평삼거리: 경북대로
- 칠곡군 가산면 천평삼거리 ~ 상주시 북문동 초산육교: 낙동대로
- 상주시 북문동 초산육교 ~ 북천교 교차로: 경상대로
- 상주시 북문동 북천교 교차로 ~ 화남면 평온리: 영남제일로

충청북도
- 보은군 마로면 적암리 ~ 청주시 상당구 남일면 두산삼거리: 보청대로
- 청주시 상당구 남일면 두산삼거리 ~ 효촌 분기점: 단재로
- 청주시 상당구 남일면 효촌 분기점 ~ 청원구 내수읍 국동 교차로: 3순환로

## 자동차 전용도로 구간
아래 구간은 국토교통부에서 지정한 자동차 전용도로 구간이므로 보행자, 자전거 등은 통행할 수 없다. 이륜자동차 (모터사이클 혹은 오토바이)는 긴급자동차 (싸이카 및 소방용 모터사이클 등)에 한해 통행이 가능하며, 그 밖의 이륜자동차와 경운기, 우마차, 트랙터, 손수레는 통행할 수 없다.
| 도로명     | 시점                                              | 종점                                              | 총연장 (km) | 차로수 | 지정일          |
| ---------- | ------------------------------------------------- | ------------------------------------------------- | ----------- | ------ | --------------- |
| 남해안대로 | 경상남도 창원시 성산구 양곡동(양곡 나들목)        | 경상남도 창원시 성산구 완암동(완암 나들목)        | 2.908       | 4      | 2013년 10월 7일 |
| 해원로     | 경상남도 창원시 성산구 성주동(삼정자 나들목)      | 경상남도 창원시 성산구 토월동(토월 나들목)        | 5.0         | 4      | 2004년 5월      |
| 해원로     | 경상남도 창원시 성산구 토월동(토월 나들목)        | 경상남도 창원시 의창구 동읍 덕산리(남산 나들목)   | 5.8         | 4      | 2006년 8월 22일 |
| 해원로     | 경상남도 창원시 의창구 동읍 덕산리(남산 나들목)   | 경상남도 김해시 진영읍 진영리(동읍 교차로)        | 8.14        | 6      | 2012년 2월 27일 |
| 3순환로    | 충청북도 청주시 상당구 남일면 효촌리(효촌 분기점) | 충청북도 청주시 흥덕구 휴암동(휴암 교차로)        | 11.4        | 4      | 2001년 9월 29일 |
| 3순환로    | 충청북도 청주시 흥덕구 수의동(휴암 교차로)        | 충청북도 청주시 청원구 오동동(오동 교차로)        | 13.33       | 4      | 2011년 5월 4일  |
| 3순환로    | 충청북도 청주시 청원구 오동동(오동 교차로)        | 충청북도 청주시 청원구 내수읍 구성리(구성 교차로) | 4.02        | 4      | 2005년 9월 20일 |
| 3순환로    | 충청북도 청주시 청원구 내수읍 국동리(국동 교차로) | 충청북도 청주시 청원구 내수읍 묵방리(구성 교차로) | 1.35        | 4      | 2010년 1월 11일 |
| 3순환로    | 충청북도 청주시 청원구 내수읍 국동리(국동 교차로) | 충청북도 청주시 상당구 남일면 효촌리(효촌 분기점) | 11.74       | 4      | 2021년 2월 1일  |